# Nowodepowśka
Nowodepowśka (ukr. Новодеповська) – przystanek kolejowy w miejscowości Odessa, w obwodzie odeskim, na Ukrainie.